# Birgitte Price
Birgitte Bruun Price, född den 29 april 1934 på Frederiksberg, död den 17 juli 1997 i Köpenhamn, var en dansk skådespelerska och regissör, sedan 1957 gift med John Price.

## Biografi
Birgitte Price fick sitt genombrott som filmskådespelare som Søs i Far til fire-filmerna (1953–1958). Senare blev hon mest känd för sitt arbete inom teatern, särskilt som regissör. Hon var på Det Kongelige Teater mellan 1954 och 1965, och igen från 1969. 1985–1989 var hon chef för tv-teatern på Danmarks Radio, 1991–1994 direktör för Det Danske Teater och 1994–1996 chef på Det Kongelige Teater.
Birgitte Price mottog 1972 Tagea Brandts rejselegat for kvinder.

## Teater

### Roller (ej komplett)
| År   | Roll                  | Produktion                           | Regi            | Teater                          |
| ---- | --------------------- | ------------------------------------ | --------------- | ------------------------------- |
| 1981 | Johanne Luise Heiberg | Fra regnormenes liv Per Olov Enquist | Klaus Hoffmeyer | Det Kongelige Teater, Köpenhamn |